# Sam Brownback
Samuel Dale (Sam) Brownback (Garnett (Kansas), 12 september 1956) is een Amerikaanse politicus van de Republikeinse Partij. Tussen 2011 en 2018 was hij gouverneur van de staat Kansas. Daarvoor was hij afgevaardigde voor Kansas' 2e district, van 1995 tot 1996 toen hij de senaatszetel won van de teruggetreden mede-Republikein Bob Dole.

## Carrière
Brownback, die in 1982 doctor in de rechten (J.D.) aan de Universiteit van Kansas werd, werd in 1986 minister van Landbouw voor Kansas. In 1990-91 verbleef hij een jaar lang in Washington D.C. als White House Fellow bij het kantoor van het Huis van Afgevaardigden, waarna hij zijn ministerschap van Landbouw hervatte tot 1993.
Brownback werd in 1994 verkozen tot lid van het Huis van Afgevaardigden. In 1996 won hij de speciale verkiezingen voor de vrijgekomen senaatszetel van Bob Dole, die zijn zetel had opgegeven tijdens zijn presidentiële campagne. Brownback behield zijn senaatszetel tijdens de reguliere verkiezingen in 1998 en 2004. Op 20 januari 2007 stelde hij zich vervolgens kandidaat voor de Republikeinse nominatie voor de Amerikaanse presidentsverkiezingen 2008, maar dit bleef zonder veel succes. Na tegenvallende resultaten bij de eerste voorverkiezingen trok hij zich terug.
Na 13 jaar senator geweest te zijn, kondigde Brownback in 2010 aan zijn zetel op te geven, omdat hij een voorstander is van gelimiteerde lidmaatschapstermijnen voor Congres-leden. Vervolgens deed hij met succes een gooi naar het gouverneurschap van de staat Kansas bij de Amerikaanse gouverneursverkiezingen 2010. Hij werd tot gouverneur beëdigd op 10 januari 2011 en werd in 2014 herkozen voor een tweede termijn. Op 31 januari 2018 trad Brownback voortijdig terug om bij het United States Department of State aan de slag te gaan als Ambassador-at-Large for International Religious Freedom. Het gouverneurschap werd overgenomen door luitenant-gouverneur Jeff Colyer.

## Privé
Brownback is getrouwd met Mary Stauffer en heeft vijf kinderen, van wie twee geadopteerd. Hij werd lid van de Rooms-Katholieke Kerk via de Opus Dei priester C. John McCloskey in Washington DC. Brownback zelf is echter geen lid van het Opus Dei.
- Gemeinsame Normdatei: 1197145621
- International Standard Name Identifier: 0000 0001 1458 8608
- Library of Congress Control Number: n88238874
- Nationale Bibliotheek van Israël: 987007345235405171
- Nationale Bibliotheek van Polen: a0000003559208
- SNAC: w61v613s
- Biographical Directory of the United States Congress: B000953
- Virtual International Authority File: 165731901
- WorldCat: E39PBJyrX4JTrwvVBqMfp6hmBP